# Feuerwehrmuseum Kaufbeuren-Ostallgäu
Das Feuerwehrmuseum Kaufbeuren-Ostallgäu ist ein Feuerwehrmuseum in Kaufbeuren.
Das 1996 eröffnete Museum widmet sich der Geschichte der Brandbekämpfung und der Feuerwehr. Grundstock der Sammlung bildet eine ab 1986 von Feuerwehrleuten der Stadt zusammengetragene Sammlung von Exponaten zum Thema. Den Schwerpunkt der Ausstellung bildet die Brandschutzgeschichte ab der Mitte des 19. Jahrhunderts, als die ersten Freiwilligen Feuerwehren gegründet wurden. Das Museum ist Mitglied der „Arbeitsgemeinschaft der Feuerwehrmuseen in Deutschland“. Im Juni 2017 zog das Museum von der ehemaligen Spittelmühle (an der Spittelmühlkreuzung) in neue und deutlich repräsentativere Räume des (ehem.) Momm-Geländes.

## Vereinsgeschichte
Mitglieder der Freiwilligen Feuerwehr Kaufbeuren fanden sich im Jahre 1986 zusammen, um eine Sammlung aus Exponaten auszuwählen. Nach dem Umzug der Feuerwehr an ihre heutigen Standorte im darauffolgenden Jahr wurden die Exponate in der Spittelmühle deponiert. Außerdem konnte ein ausgemustertes Tanklöschfahrzeug Magirus-Deutz TLF 15 von der Stadt Kaufbeuren erworben werden. Besonderes Interesse gilt bis heute der Restaurierung des Fahrzeugparks. Das Gerätehaus aus Pfronten gilt als größtes Exponat des Vereins, dies wurde 1991 mittels eines Tiefladers umgezogen und in Kaufbeuren wieder aufgebaut. Die Vereinsgründung als Feuerwehrmuseum Kaufbeuren-Ostallgäu e. V. fand im Jahre 1992 mit Eintrag ins Vereinsregister statt.
Im Jahre 1996 wurde das Feuerwehrmuseum in der Spittelmühle offiziell eröffnet. In den Jahren 2004 bis 2006 nahm das Museum in Kooperation mit dem Jakob-Brucker-Gymnasium Kaufbeuren unter museumspädagogischen Aspekten am Projekt schule@museum teil, wobei ein Museumsführer für Jugendliche und die CD mit dem Titel Die Kaufbeurer Feuerwehr im Zweiten Weltkrieg entstanden. Im Jahre 2011 wurde der deutschlandweit zweite Kinderpfad eröffnet, der in kindgerechter Form Geschichte und Technik der Feuerwehr sowie Hinweise zum Brandschutz vermitteln soll.
Mit dem Umzug im Juni 2017 wurde die Ausstellung deutlich erweitert. Die bisher in einem Depot gelagerten Einsatzfahrzeuge finden sich nun im öffentlichen Bereich wieder.

## Ausstellung
Die Ausstellung ist auf rund 1200 Quadratmetern in einem Gebäude der ehemaligen "Spinnerei u. Weberei Momm" untergebracht (zum Vergleich: in der Spittelmühle existierten etwa 300 Quadratmeter). Der Fahrzeugpark umfasst neun historische Fahrzeuge. Neben historischen Arbeitsgeräten wie einer pferdegezogenen Magirus-Feuerspritze aus dem Jahr 1929 umfasst die Sammlung von fahrtüchtigen Feuerwehrfahrzeugen Daimler Benz-Löschgruppenfahrzeuge aus den Jahren 1942 und 1967, einen Drehleiter-Mercedes Benz von 1969, ein Tanklöschfahrzeug der Firma Magirus-Deutz von 1955 sowie Tragkraftspritzenfahrzeuge des Typs VW Bully und Ford-Taunus aus den 60er Jahren.
Anhand von Dioramen und Modellen wird die Geschichte vor der Gründung Freiwilliger Feuerwehren ab Mitte des 19. Jahrhunderts ausgestellt, die mit weiteren Exponaten und Unikaten bis in die Zeit der Kaufbeurer Feuerwehr ins 20. Jahrhundert reicht. Noch heute ist man bemüht, weitere Ausstellungsstücke zu erwerben, um sie den interessierten Besuchern präsentieren zu können.

## Besonderheiten
Das Museum weist als besondere Exponate Fahrzeuge auf, die heute teilweise nur noch sehr selten vorzufinden sind. Zusätzlich gehört ein nachgebildeter Luftschutzkeller mit originalen Bestandteilen und erhaltenen Ton- und Bilddokumenten der Luftangriffe aus dem Zweiten Weltkrieg zum Inventar des Museums.

### Bildung und Museumspädagogik
Im Jahre 2006 präsentierte sich das Museum als Kooperationspartner des örtlichen Jakob-Brucker-Gymnasiums beim Wettbewerb schule@museum; das gemeinsame Projekt Die Kaufbeurer Feuerwehr im Zweiten Weltkrieg, welches auch ein Schülerbuch zur Kaufbeurer Feuerwehrgeschichte, ein Projektbuch für Lehrkräfte sowie eine CD beinhaltet, konnte als eines der neun Endrunden-Teams bei der Abschlussveranstaltung im Frankfurter Museum für Kommunikation präsentiert werden. Eine Besonderheit von pädagogischem Interesse stellt der im Jahre 2011 eröffnete Kinderpfad dar, wie er neben dem Deutschen Feuerwehrmuseum Fulda sonst nicht mehr in Deutschland vorkommt. Acht Stationen präsentieren in kindgerechter Form Geschichte und Technik der Feuerwehr und vermitteln Hinweise zum Brandschutz.

### Stadtführung
Auf Anmeldung bietet der Verein einen Stadtrundgang „Feuer und Flamme“ an, der thematisch die Feuerwehrgeschichte mit Anbeginn im Jahre 1858 bis heute in Kaufbeuren widerspiegelt. Im Allgemeinen beginnt der Rundgang am Rathaus und endet mit einer Führung durch das Feuerwehrmuseum mit anschließender Filmvorführung.